# HolddalaNap Zenekar
A HolddalaNap Zenekar egy magyar együttes, 2008-ban alakult. Főként a balkáni, perzsa, latin-amerikai és a flamenco hangszerekkel, dallamvilággal dolgoznak.
Első nagylemezük Dandala címmel 2014-ben jelent meg a Gryllus Kiadó gondozásában, és rövid időn belül számos szakmai elismerést, kiemelkedően pozitív fogadtatást tudhatott magának.

## Története
A zenekar 2008-ban jött létre. A saját dalszövegek (melyek Gulyás Anna szerzeményei) mellett, népzenei feldolgozások, megzenésített versek is részei repertoáruknak. A dalokat közösen dolgozzák ki. A szöveg, a dallam, vagy alapvető zenei elemek sajátosak. Céluk, hogy tematikus koncertek keretében ízelítőt adjanak más népek karácsonyi, ünnepi, altató- és gyerekdalaiból.
A hangszerek népzenei, régi-zenei jellegűek: kizárólag akusztikusak.
Első nagylemezük 2014-ben jelent meg Dandala címmel, a Gryllus Kiadó gondozásában, és rövid időn belül számos szakmai elismerést, kiemelkedően pozitív fogadtatást tudhatott a magáénak.
2016-ban spanyol turnéra kaptak meghívást, a rangos PirineoSur Festival-on koncerteztek. Ezen kívül már Rómában is felléptek.

## Tagok

### Jelenlegi
- Draskóczy Lídia - hegedű, brácsa, rebek
- Gulyás Anna - ének
- Keresztes Nagy Árpád - ének, koboz, duda, furulyák
- Szlama László - ének, koboz, duda, furulyák
- Ölvedi Gábor - ütőhangszerek, vokál
- Vajdovich Árpád - nagybőgő, vokál
- Petz Bálint - gitár

### Voltak
- Ángyán Zoltán - ének
- akos Csaba - ütőhangszerek
- Bese Botond - duda
- Farkas Tünde - ének
- Gábos Barna - nej, kaval, gitár, ének
- Gerzson János - ud, setar
- Gózon Éva - ének
- Gyulai Csaba - ütőhangszerek, gadulka
- Kerényi Róbert - furulya, töröksíp
- Kő Csikó Lázár - ének
- Kő Holló Ábel - ének
- Móser Ádám - harmónika
- Richter Dorka - cselló, viola da gamba
- Somorjai Máté - ének
- Takács Szabolcs - nagybőgő
- Tekauer Léna - ének
- Tímár Sára - ének
- Tóth Evelin - ének
- Szalay Tamás - nagybőgő
- Winkler Balázs - trombita